# Kittsee
Kittsee (in ungherese: Köpcsény) è un comune austriaco di 2 999 abitanti nel distretto di Neusiedl am See, in Burgenland; ha lo status di comune mercato (Marktgemeinde).

## Geografia
Kittsee è situata nella parte più settentrionale del Burgenland, presso il confine con la Slovacchia, oltre il quale sorge Petržalka, popoloso quartiere di Bratislava.

## Storia
Nel 1919, a seguito della ratifica dei trattati di Saint-Germain e del Trianon, Kittsee, che fino ad allora faceva parte del Regno d'Ungheria, venne assegnata all'Austria. La porzione settentrionale del suo territorio comunale invece fu annessa dalla neonata Cecoslovacchia. Dal 1921 fa parte dello stato del Burgenland.